# Cantonul Les Aix-d'Angillon
Cantonul Les Aix-d'Angillon este un canton din arondismentul Bourges, departamentul Cher, regiunea Centru, Franța.

## Comune
| Comune                   | Populație (1999) | Cod poștal | Cod INSEE |
| ------------------------ | ---------------- | ---------- | --------- |
| Les Aix-d'Angillon       | 2 006            | 18220      | 18003     |
| Aubinges                 | 333              | 18220      | 18016     |
| Azy                      | 439              | 18220      | 18019     |
| Brécy                    | 706              | 18220      | 18035     |
| Morogues                 | 424              | 18220      | 18156     |
| Parassy                  | 423              | 18220      | 18176     |
| Rians                    | 1 017            | 18220      | 18194     |
| Saint-Céols              | 32               | 18220      | 18202     |
| Saint-Germain-du-Puy     | 5 007            | 18390      | 18213     |
| Saint-Michel-de-Volangis | 331              | 18390      | 18226     |
| Sainte-Solange           | 1 304            | 18220      | 18235     |
| Soulangis                | 444              | 18220      | 18253     |